# Segretario di Stato
Il titolo di segretario di Stato è attribuito a componenti del governo con funzioni diverse nei vari ordinamenti.

## Storia
Il segretario di stato deriva dalla figura del segretario di sovrani, governatori e simili, funzionario o consigliere di fiducia cui venivano affidati incarichi di alta responsabilità, spesso riservati. Etimologicamente il nome deriva dal latino secretum cioè 'riservato', nel senso di 'privato': il secretarius era, inizialmente, colui che si occupava degli affari privati del princeps, per suo conto (da secretum deriva poi la parola "segreto", che ha però assunto il significato di riservato nel senso di non conoscibile ai più, abbandonando, quindi, quello originario di privato).
I segretari di stato compaiono nelle monarchie europee a partire dalla fine del XVI secolo, dapprima con incarico generico, poi competenti per determinate materie e a capo di dicasteri, finendo per diventare i principali collaboratori del sovrano. I primi segretari di stato furono creati nel 1547 da Enrico II di Francia ma assunsero il nome di secrétaire d'État solo nel 1558 (in sostituzione del precedente secrétaire des commendements et des finances) e acquisirono importanza solo a partire dal 1588.
In Inghilterra il titolo di segretario di Stato cominciò ad essere utilizzato alla fine del regno di Elisabetta I, ma i segretari di stato acquisirono importanza solo nella seconda metà del XVII secolo.
In Spagna il sistema di governo, noto come polisinodia, basato su una pluralità di consigli sopravvisse più a lungo che in altre nazioni; la figura del segretario di stato (Secretario de Estado) fu istituita solo con la riforma del 1714 decisa fa Filippo V, il primo re della dinastia borbonica, e assunse un ruolo assimilabile a quello di un capo del governo seppur sempre per delega del Re dal quale, in quanto monarca assoluto, promanavano tutti i poteri. Sotto il regno del figlio, Carlo III, l'ufficio venne esportato in Italia, nel Ducato di Parma e Piacenza (1731) e nel Regno delle Due Sicilie (1734).
In Francia, durante l'Impero napoleonico, il segretario di stato era un ministro incaricato di organizzare il lavoro del governo e controfirmare i decreti imperiali (l'ufficio fu quasi sempre ricoperto da Hugues-Bernard Maret). Con la Restaurazione e la Monarchia di luglio il titolo di segretario di stato fu unito a quello di ministro nella denominazione ufficiale ministro segretario di stato che venne ripresa anche da altri paesi, come il Regno di Sardegna e poi il Regno d'Italia.

## Segretari di stato con rango di ministro
In alcuni ordinamenti il titolo di segretario di stato equivale a quello di ministro (così è, ad esempio, in Gran Bretagna, a San Marino, in Messico e nelle Filippine, nonché negli stati federati del Brasile dove a livello federale si usa, invece, il titolo di ministro di Stato); altri ordinamenti (ad esempio gli Stati Uniti) usano con lo stesso significato il titolo di segretario.

### Gran Bretagna
Nel Regno Unito il segretario di stato (secretary of state) è un ministro "senior", che è membro del gabinetto (cabinet minister) e preposto ad un dipartimento, ossia ad un dicastero. I membri del governo che non fanno parte del gabinetto vengono denominati minister.
Vi sono, anche, dipartimenti il cui titolare non ha questa denominazione (il caso più noto è il Tesoro, retto dal Cancelliere dello Scacchiere). Formalmente l'ufficio di segretario di stato è unico e, in effetti, le leggi si riferiscono ad esso al singolare; in pratica, tuttavia, esiste una pluralità di segretari di stato, ciascuno dei quali può esercitare le funzioni attribuite dalla legge secondo la ripartizione delle competenze stabilita dal primo ministro.
Talvolta viene attribuito il titolo di primo segretario di stato (first secretary of state), che conferisce una preminenza solo onorifica rispetto agli altri segretari di stato. Tale titolo viene spesso utilizzato in aggiunta o in alternativa a quello di vice primo ministro.

### Stati Uniti
Nel governo federale degli Stati Uniti d'America il titolo di segretario di stato designa un ministro particolare e precisamente quello che altrove prende il nome di ministro degli esteri. Il Segretario di Stato degli Stati Uniti, posto a capo di un dicastero detto Dipartimento di Stato, è la figura più importante del gabinetto presidenziale. Inoltre è il quarto in ordine di successione (dopo il vicepresidente, lo Speaker ossia il presidente della Camera dei rappresentanti, e il Presidente pro tempore del Senato) in caso di morte o impedimento contestuale del Presidente e del Vicepresidente.
Sempre negli Stati Uniti esiste un segretario di stato anche nella grande maggioranza degli stati federati (non c'è in Alaska, nelle Hawaii e nello Utah; nel Massachusetts, in Pennsylvania e in Virginia è denominato Secretary of the Commonwealth). Si tratta di un organo che coadiuva il governatore con funzioni variabili da stato a stato, che includono quelle in materia elettorale, di società commerciali, pubblici registri, professioni ecc. Negli Stati dove esiste un luogotenente governatore, il segretario di stato è di solito il secondo in ordine di successione in caso di morte o impedimento del governatore; in Arizona, Oregon e Wyoming è invece il primo (nei rimanenti stati primo in ordine di successione è il presidente del senato).

## Segretari di stato subordinati a ministri
In vari ordinamenti (ad esempio in Francia, Belgio, Norvegia, Portogallo, Spagna, Germania e Paesi Bassi) il segretario di stato è un componente del governo che coadiuva un ministro. In altri ordinamenti, nei quali il titolo di segretario di stato è attribuito ai ministri, l'organo corrispondente prende il nome di sottosegretario di stato; talvolta quest'ultima denominazione è utilizzata, per ragioni storiche, anche se il titolo di segretario di stato non è più in uso per i ministri: è il caso dell'Italia dove la denominazione risale al periodo monarchico, quando i ministri avevano il titolo ufficiale di ministro segretario di stato (tuttora usato nella prassi, sebbene non ripreso dalla Costituzione repubblicana).

### Francia
In Francia i segretari di stato sono i membri del governo che dispongono del margine di manovra più ristretto. Lavorano sotto la supervisione di un ministro e non partecipano al Consiglio dei ministri a meno che non si discuta di un argomento che rientra nel loro mandato. Talvolta sono responsabili di un dipartimento del ministero.

### Germania
In Germania il segretario di stato (Staatssekretär) coadiuva il ministro nella direzione di un dicastero; pur essendo un politico ha lo status formale di funzionario burocratico, di conseguenza, quando viene sostituito per motivi politici (ad esempio, il cambio di governo), matura il diritto ad una pensione vitalizia, fatto questo che ha sollevato critiche per la spesa che comporta. Un caso particolare sono i segretari di stato parlamentari (Parlamentarische Staatssekretär), membri del parlamento nominati segretari di stato per assicurare il collegamento tra un dicastero e il parlamento; nella Cancelleria federale e nel Ministero degli affari esteri hanno il titolo di ministro di Stato (Staatsminister).

### Paesi Bassi
Funzionario politico all'interno del governo nazionale, regolata dall'articolo 46 della Costituzione.

### Spagna
In Spagna il segretario di stato è una figura intermedia tra il ministro ed il sottosegretario (che è un funzionario burocratico, seppur di nomina politica) con un ruolo analogo al vice ministro italiano; è preposto ad un'articolazione organizzativa del ministero, detta segreteria di stato, comprendente più direzioni generali.
Dopo le prime elezioni democratiche post-Franco, nel 1977, il nuovo capo del governo Adolfo Suárez nominò dei segretari di stato. Subito dopo la figura fu normata con il decreto n. 1558/1977.
I segretari di stato spagnoli diventarono inaspettatamente protagonisti della storia nel corso del colpo di Stato del 23 febbraio 1981. Essendo stati sequestrati sia i membri del governo che quelli del Congresso dei deputati, i segretari di stato di vari dicasteri, presieduti da Francisco Laína, Direttore per la sicurezza dello Stato, costituirono, in assenza dei ministri, un potere esecutivo. Alcuni parlano addirittura di governo Laína, in contatto con il Re Juan Carlos I, configurandosi di fatto come unico potere legittimo (a parte quello giudiziario) dato che il Senato non riuscì a riunirsi (anche perché molti senatori erano tra i sequestrati nell'edificio del Congresso).

## Russia
Nella Russia imperiale era il rango civile di XI grado.

## Santa Sede
Nella Santa Sede il Segretario di Stato, normalmente di rango cardinalizio, è posto a capo della Segreteria di Stato, il principale dicastero del governo della Chiesa cattolica. Secondo il diritto internazionale la Segreteria di Stato ha per la Santa Sede le funzioni che negli stati sono attribuite al ministero degli affari esteri o al dicastero corrispondente.

## Svizzera
Un significato particolare ha il titolo di segretario di stato in Svizzera: è conferito dal Consiglio federale agli alti funzionari burocratici - e non, quindi, a politici - preposti ad uffici la cui competenze comportano l'intrattenimento di relazioni con l'estero.